# Aerosmith
Aerosmith je americká rocková skupina založená v Bostonu v roce 1970. Skupinu tvoří zpěvák Steven Tyler, kytaristé Joe Perry a Brad Whitford, baskytarista Tom Hamilton a bubeník Joey Kramer. Jejich styl má kořeny v hard rocku založeném na blues, v jejich hudbě lze také nalézt prvky pop rocku, heavy metalu, glam metalu a rhythm and blues. Kapele jsou někdy přisuzovány přezdívky jako "The Bad Boys from Boston" nebo "America's Greatest Rock and Roll Band". Hlavní skladatelské duo Tyler/Perry je zase známé jako "Toxic Twins".
Skupina vznikla spojením Jam Band, skupiny ve které působili Perry a Hamilton, s Tylerem, Kramerem a kytaristou Rayem Tabanem; Tabano byl však už v roce 1971 nahrazen Bradem Whitfordem. Během své kariéry vydali řadu multiplatinových alb počínaje jejich eponymím debutem v roce 1973, poté Get Your Wings v následujícím roce. Do mainstreamového prostředí skupina prorazila až s alby Toys in the Attic (1975) a Rocks (1976). V průběhu 70. let 20. století se Aerosmith stali jednou z nejpopulárnějších hardrockových kapel světa a vytvořili si silné jádro fanoušků, často přezdívaných jako "Blue Army". Drogová závislost a vnitřní konflikty vedly k odchodu Perryho a Whitforda v roce 1979, resp. 1981. Skupina si vedla špatně a album Rock and Hard Place (1982) nedosáhlo na předchozí úspěchy.
Po návratu kytaristů Perryho a Whitforda v roce 1984, absolvovali úspěšné comebackové turné a vrátili se do studia, kde nahráli komerčně nepříliš úspěšné album Done with Mirrors (1985). Výrazným milníkem ale byla spolupráce skupiny s rapovou skupinou Run–DMC v roce 1986 na předělávce skladby "Walk This Way", následovaná multiplatinovou nahrávkou Permanent Vacation (1987), která skupině navrátila status jedné z nejpopulárnějších skupin. Dobře si skupina vedla i s následující trojicí alb Pump (1989), Get a Grip (1993) a Nine Lives (1997), které se rovněž staly multiplatinové. Během tohoto období skupina absolvovala rozsáhla koncertní turné. Hitparádám tehly vládly hity jako "Dude (Looks Like a Lady)", "Angel", "Rag Doll", "Love in an Elevator", "Janie's Got a Gun", "What it Takes", "Livin' on the Edge", "Cryin'" a "Crazy", podpořené četnými videoklipy.
Aerosmith je nejprodávanější americká hardrocková skupina všech dob, která prodala více než 150 milionů desek po celém světě, včetně více než 85 milionů desek ve Spojených státech. S 25 zlatými, 18 platinovými a 12 multiplatinovými alby drží rekord v největším počtu certifikací od americké skupiny a dělí se o největší počet multiplatinových alb od americké skupiny. Dosáhli jednadvaceti hitů v žebříčku US Hot 100, devíti hitů mainstreamového rocku na prvním místě, čtyř ceny Grammy, šest cen American Music Awards a deseti cen MTV Video Music Awards.
Aerosmith 1. května 2023 na svých sociálních sítích oznámila rozlučkové turné s názvem Peace Out: The Farewell Tour.
2. srpna 2024 Aerosmith oznámili, že ruší celé rozlučkové turné a skupina oznámila okamžitý odchod z turné, protože Tyler se nemůže zotavit ze zranění hlasivek. Perry prohlásil, že nevylučuje novou hudbu od Aerosmith.
15. července 2025 Joe Perry v rozhovoru prozradil, že je na stole koncert v podobném formátu jako Back to the Beginning. Což bylo rozlučkové vystoupení Ozzyho Osbournea a Black Sabbath, kde se objevil i zpěvák Steven Tyler bez jediných známek problémů s  hlasivkami.

## Aerosmith v Česku
- 27. května 1994 – Stadion Evžena Rošického – Praha (Get a Grip Tour)
- 20. května 1997 – Sportovní hala Fortuna – Praha (Nine Lives Tour)
- 1. července 2010 – O2 arena – Praha (Cocked, Locked, Ready to Rock Tour)

## Členové kapely
Současní
- Steven Tyler – zpěv, piano, harmonika, perkuse (1970–současnost)
- Joe Perry – sólová a doprovodná kytara, doprovodný a příležitostný hlavní zpěv (1970–1979, 1984–současnost)
- Brad Whitford – doprovodná a sólová kytara (1971–1981, 1984–současnost)
- Tom Hamilton – baskytara, doprovodný zpěv (1970–současnost)
- Joey Kramer – bicí, perkuse (1970–současnost) (od 2019 kvůli nemoci)

Hosté na turné
- Buck Johnson – klávesy, piano, doprovdné vokály, kytara (2014–současnost)
- John Douglas – bicí, perkuse (2019–současnost)

Bývalí
- Ray Tabano – doprovodná a sólová kytara (1970–1971)
- Jimmy Crespo – sólová a doprovodná kytara, doprovodné vokály (1979–1984)
- Rick Dufay – doprovodná a sólová kytara (1981–1984)
- Joey Kramer – bicí, perkuse (1970–2019)

## Diskografie
Studiová alba
- Aerosmith (1973)
- Get Your Wings (1974)
- Toys in the Attic (1975)
- Rocks (1976)
- Draw the Line (1977)
- Night in the Ruts (1979)
- Rock in a Hard Place (1982)
- Done with Mirrors (1985)
- Permanent Vacation (1987)
- Pump (1989)
- Get a Grip (1993)
- Nine Lives (1997)
- Just Push Pay (2001)
- Honkin' on Bobo (2004)
- Music from Another Dimension! (2012)